# Zapota obecná
Zapota obecná či sapodila obecná (Manilkara zapota, existuje celá řada vědeckých synonymních názvů) patří mezi středně vysoké stromy dorůstající výšky až 16 m. Pochází ze Střední Ameriky, konkrétně z venezuelských lesů. Má dlouhé lesklé listy. Plody této rostliny jsou koule o průměru 6 cm s tvrdou nahnědlou slupkou. Chuť plodu se podobá hrušce. Plody se mohou jíst, až když plně vyzrají, předtím jsou trpké. Uvnitř plodu jsou černá jadérka, která se nejí. Chuť zralého plodu je delikátní, sladká, připomíná hrušku s karamelem. Kmen rostliny, listy i nezralé plody obsahují bílý latex, který se zachycuje podobně jako kaučuk, nazývá se chicle a vyrábějí se z něj především přírodní žvýkačky.